# Epitemna duplicata
Epitemna duplicata är en insektsart som beskrevs av Melichar 1898. Epitemna duplicata ingår i släktet Epitemna och familjen Ricaniidae. Inga underarter finns listade i Catalogue of Life.